# Vlečka

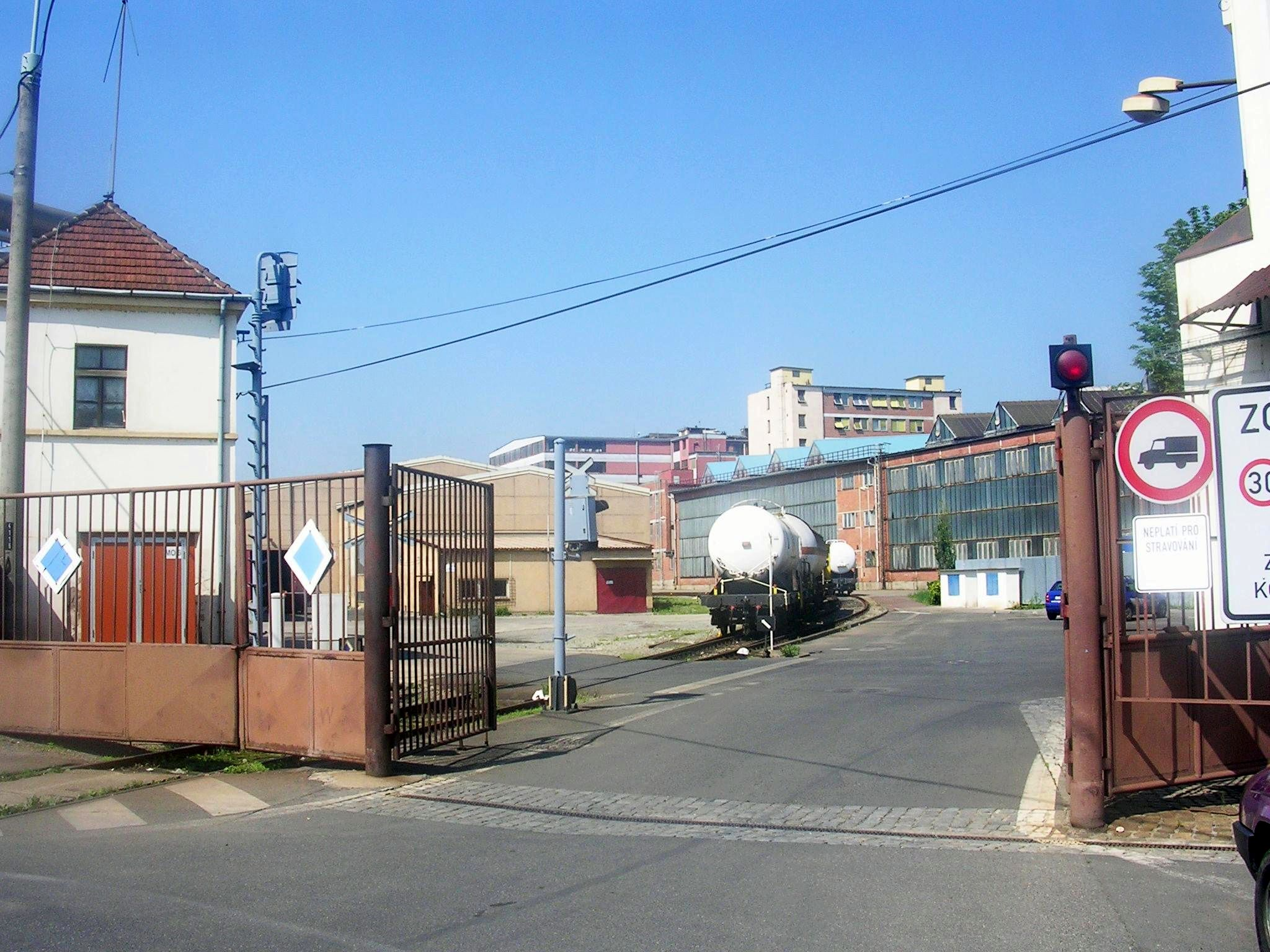
Vlečka Spolku pro chemickou a hutní výrobu u nádraží Ústí nad Labem západ.

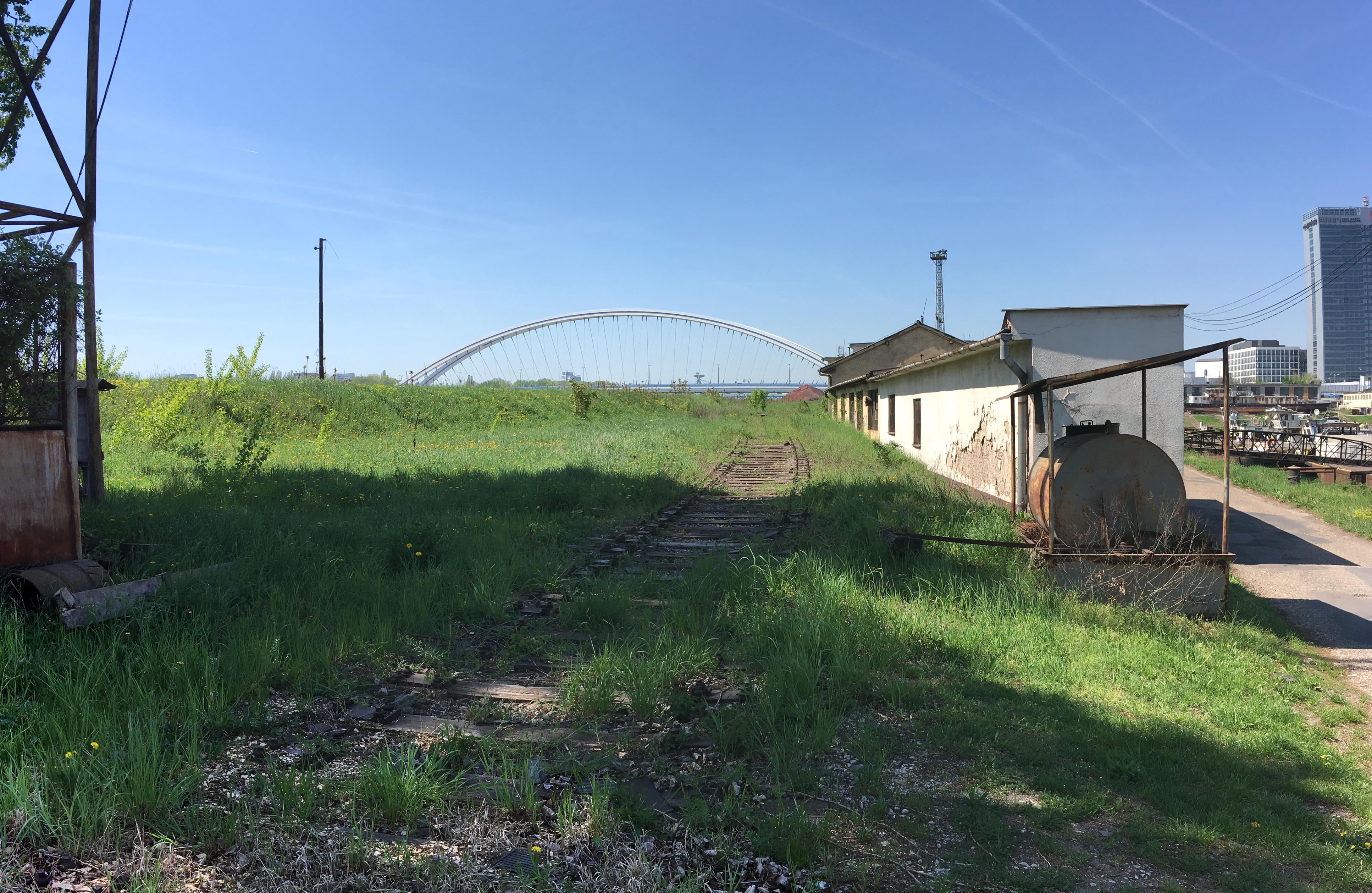
Zrušená vlečka (Nákladní přístav Bratislava)

Vlečka je železniční dráha, která slouží vlastní potřebě provozovatele nebo jiného podnikatele a je zaústěna (v českém právním prostředí) do celostátní nebo regionální železniční dráhy nebo do jiné vlečky. Zpravidla jde o dráhu spojující železniční stanici s průmyslovým objektem a současně kolejiště v areálu daného průmyslového objektu.
Délka vlečky může být několik desítek metrů, ale v případě velkých průmyslových podniků to může být i několik set kilometrů. Mezi nejrozsáhlejší vlečky v Česku patří vlečky železáren Vítkovice, Nová huť a Třinecké železárny, dále pak rozsáhlý vlečkový systém spojující jednotlivé uhelné doly na Ostravsku, který provozuje PKP Cargo International. Železniční systémy hnědouhelných dolů v severozápadních Čechách jsou také velmi rozsáhlé, ovšem nejedná se o vlečky, nýbrž o důlní dráhy. Jedinou výjimku tvoří Kadaňsko-tušimická dráha, jež spojuje tušimické doly s Elektrárnami Prunéřov. Celková délka obou jejích větví činí přes 20 kilometrů.
Jako každá jiná dráha musí mít i vlečka svého provozovatele dráhy, přičemž ten nemusí být totožný s provozovatelem či provozovateli drážní dopravy.
V minulosti provozoval vlečku i dopravu na ní zpravidla majitel vlečky, ale protože jsou na tyto činnosti kladeny stále větší nároky, na mnoha vlečkách probíhá postupně outsourcing (vyčlenění), kdy majitel svěří provoz na vlečce specializované firmě.

## Veřejná přístupnost vleček
Českým zákonem č. 319/2016 Sb. byl s účinností od 1. dubna 2017 k dosažení shody s evropskou směrnicí 2012/34/EU novelizován český zákon o drahách zejména vložením § 22a tak, že kromě zavedení nových kategorií drah (místní dráha a zkušební dráha) byly rozlišeny vlečky na veřejně přístupné a veřejně nepřístupné. Povinnosti provozovatele veřejně přístupné vlečky přitom byly stanoveny obdobně jako povinnosti provozovatelů celostátní dráhy a regionálních drah.
Podle tohoto ustanovení vlečka je veřejně přístupná, pokud
- není součástí areálu využívaného v těžebním, zpracovatelském nebo energetickém průmyslu,
- neslouží výhradně potřebě svého vlastníka nebo jiné osoby, a drážní dopravu na ní provozuje více než jeden dopravce,
- jejím hlavním účelem je napojení zařízení služeb na celostátní a regionální dráhu.

Z negativní definice přitom není zřejmé, zda musí být splněny všechny podmínky najednou, nebo postačí splnění jedné z nich, a tento nedostatek zákona musí být překlenován výkladem. Dalším nedostatkem definice je, že naplnění jednotlivých kritérií se může v jednotlivých obdobích dynamicky měnit, čímž by se musel nepředvídatelně a dynamicky měnit i status vlečky. Ministerstvo dopravy tedy do návrhu vládní novely, projednávané v parlamentu na jaře 2019, navrhlo nahradit nejasnou negativní definici veřejně přístupné dráhy pozitivní definicí veřejně nepřístupné dráhy, přičemž poměr podmínek je jednoznačně vyjádřen slovem „nebo“.
Ovšem i provozovatel veřejně nepřístupné vlečky musí umožnit dopravci nediskriminačním způsobem za cenu sjednanou podle cenových předpisů užít tuto vlečku nebo její část, pokud je to za účelem přístupu
- k jiné dráze, slouží-li vlečka nebo její část jako spojení dvou nebo více drah rozdílných vlastníků,
- k zařízení služeb, jde-li o vlečku, jejímž hlavním účelem je napojení zařízení služeb na celostátní a regionální dráhu
- k jinému zařízení nebo manipulačnímu místu, jehož vlastník nebo provozovatel je odlišný od vlastníka nebo provozovatele vlečky.

Provozovatel vlečky musí sdělit údaj o její nepřístupnosti včetně odůvodnění Úřadu pro přístup k dopravní infrastruktuře a zveřejnit jej způsobem umožňujícím dálkový přístup do 10 pracovních dnů ode dne, kdy tato skutečnost nastala. Dojde-li ÚPDI k závěru, že není splněna podmínka pro vyloučení veřejné přístupnosti vlečky podle zákona, uloží z moci úřední provozovateli vlečky, aby ji provozoval jako veřejně přístupnou. Došlé oznámení není však samo o sobě důvodem k zahájení řízení ze strany ÚPDI, tj. ze skutečnosti, že ÚPDI do 30 dnů ode dne obdržení sdělení nezahájí postupy k jeho prověření, nelze vyvozovat, že bylo splnění podmínek pro veřejně nepřístupnou vlečku splněno, resp. prověřeno. Úřad na žádost dopravce, kterému provozovatel veřejně nepřístupné vlečky užití této vlečky zcela nebo zčásti odepřel, uloží provozovateli vlečky uzavřít s dopravcem smlouvu umožňující užití vlečky.
Na jaře 2019 byla v české poslanecké sněmovně projednávána velká vládní novela zákona o drahách (3. dubna 2019 ji projednával hospodářský výbor). Jedním z 52 poslaneckých pozměňovacích návrhů byl návrh Martina Kolovratníka na úpravu ustanovení § 22a odst. 1 zákona, definujícího veřejně přístupnou a veřejně nepřístupnou vlečku.
V nové definici dle vládního návrhu novely je problematické definiční kritérium „je využívána výhradně svým vlastníkem pro vlastní nákladní drážní dopravu“, které by mohlo být vykládáno i tak, že se jedná jen o dopravu pod licencí a s vozy provozovatele vlečky, nikoliv například pro případy, kdy si vlastník (provozovatel) vlečky nechá na vlečku dopravcem, kterého si vybere, přistavit dopravcovy vozy v režimu P (privátní, nikoli volný oběh) se zákazníkovým zbožím, nebo týž obchodní případ vyřeší vozy v režimu jednotlivých vozových zásilek, ani například pro odstavování vozů na vlečce (revize, správky, sedla oběhů atd.), neveřejnou osobní dopravu atd. a problematické jsou i případy na případy nájmu, pachtu, výpůjčky atd. Problematické je rovněž ponechané kritérium, že na vlečce provozuje nákladní dopravu pouze jeden dopravce, protože v liberalizované nákladní dopravě je obvyklé a velmi časté, že v čase (i v řádu dnů i týdnů) se četnost dopravců na vlečce mění. Poslaneckým návrhem Martina Kolovratníka by navržená dvě definiční kritéria měla být nahrazena jedním, a to že vlečka „slouží pro podnikatelské nebo jiné potřeby svého vlastníka nebo jiné oprávněné osoby či jiných oprávněných osob“. Proti tomuto poslaneckému návrhu se údajně na ministerstvu dopravy v části odboru legislativního a i u některých pracovníků a pracovnic odboru drah zvedl tvrdý odpor, odůvodňovaný nesouladem návrhu s evropskými směrnicemi. ŽESNAD.CZ však argumentuje tím, že soukromé železniční vlečky a přípojky vůbec nejsou součástí železniční infrastruktury ve smyslu směrnice a tedy se na ně směrnice nevztahuje. V hospodářském výboru PSP ČR byl také Kolovratníkův pozměňovací návrh výraznou většinou schválen, nikdo nebyl proti.
Podle sdružení nákladních dopravců ŽESNAD.CZ by v případě prohlášení vleček za veřejné dráhy hrozil jejich zánik, protože majitelé by je prý raději nechali zalít asfaltem, než by plnili náročnou administrativu v podobě například prohlášení o dráze nebo koordinace kapacity, a navíc by prý šlo o zásah do vlastnických práv.